# Provincia marítima de Ferrol
La provincia marítima de Ferrol es una de las treinta provincias marítimas en que se divide el litoral de España. Comprende desde el meridiano de la Estaca de Bares hasta la línea que parte con rumbo 300º de punta Carboeira. Limita al este con la provincia marítima de Lugo y al oeste con la provincia marítima de La Coruña.
La capitanía de esta provincia marítima está situada en Ferrol. Su puerto más importante es el puerto de Ferrol.
De este a oeste consta de los siguientes distritos marítimos:
- Cariño (FE-1): desde Estaca de Bares hasta la punta Candelaria.
- Cedeira (FE-2): desde la punta Candelaria hasta la punta Chirlateira.
- Ferrol (FE-3): desde la punta Chirlateira hasta punta Carboeira.